# Distretto di Que Vo
Que Vo (vietnamita: Quế Võ) è una cittadina (thị xã) del Vietnam che nel 2019 contava 195.666 abitanti.
Occupa una superficie di 171 km² nella provincia di Bac Ninh. Ha come capitale Pho Moi.